# Orkhon, Selenge
Orkhon (tiếng Mông Cổ: Орхон) là một sum của tỉnh Selenge ở phía bắc Mông Cổ. Vào năm 2008, dân số của sum là 2.165 người.

## Địa lý
Orkhon có diện tích khoảng 1306,27 km2. Trung tâm sum, Nart, nằm cách tỉnh lỵ Sükhbaatar 160 km và thủ đô Ulaanbaatar 220 km. Sum có sông Orkhon chảy qua.

### Khí hậu
Nhiệt độ trung bình hàng năm trong khu vực là 3 °C. Tháng ấm nhất là tháng Bảy, với nhiệt độ trung bình là 26 °C và lạnh nhất là tháng Giêng, với -24 °C. Lượng mưa trung bình hàng năm là 478 mm. Tháng ẩm ướt nhất là tháng 6, với lượng mưa trung bình là 122 mm, và tháng khô nhất là tháng 2, với lượng mưa 1 mm.

## Kinh tế
Sum có một trường học và bệnh viện.